# Ракош
Ракош (укр. Ракош) — село в Вышковской поселковой общине Хустского района Закарпатской области Украины.
Население по переписи 2001 года составляло 1147 человек. Почтовый индекс — 90454. Телефонный код — 3142. Код КОАТУУ — 2125355302.